# مستوصف يحيى (المفتاح)

تعديل مصدري - تعديل

مستوصف يحيى هي إحدى قرى عزلة الجبر الاعلى بمديرية المفتاح التابعة لمحافظة حجة، بلغ تعداد سكانها 46 نسمة حسب تعداد اليمن لعام 2004.